# Полуботинки

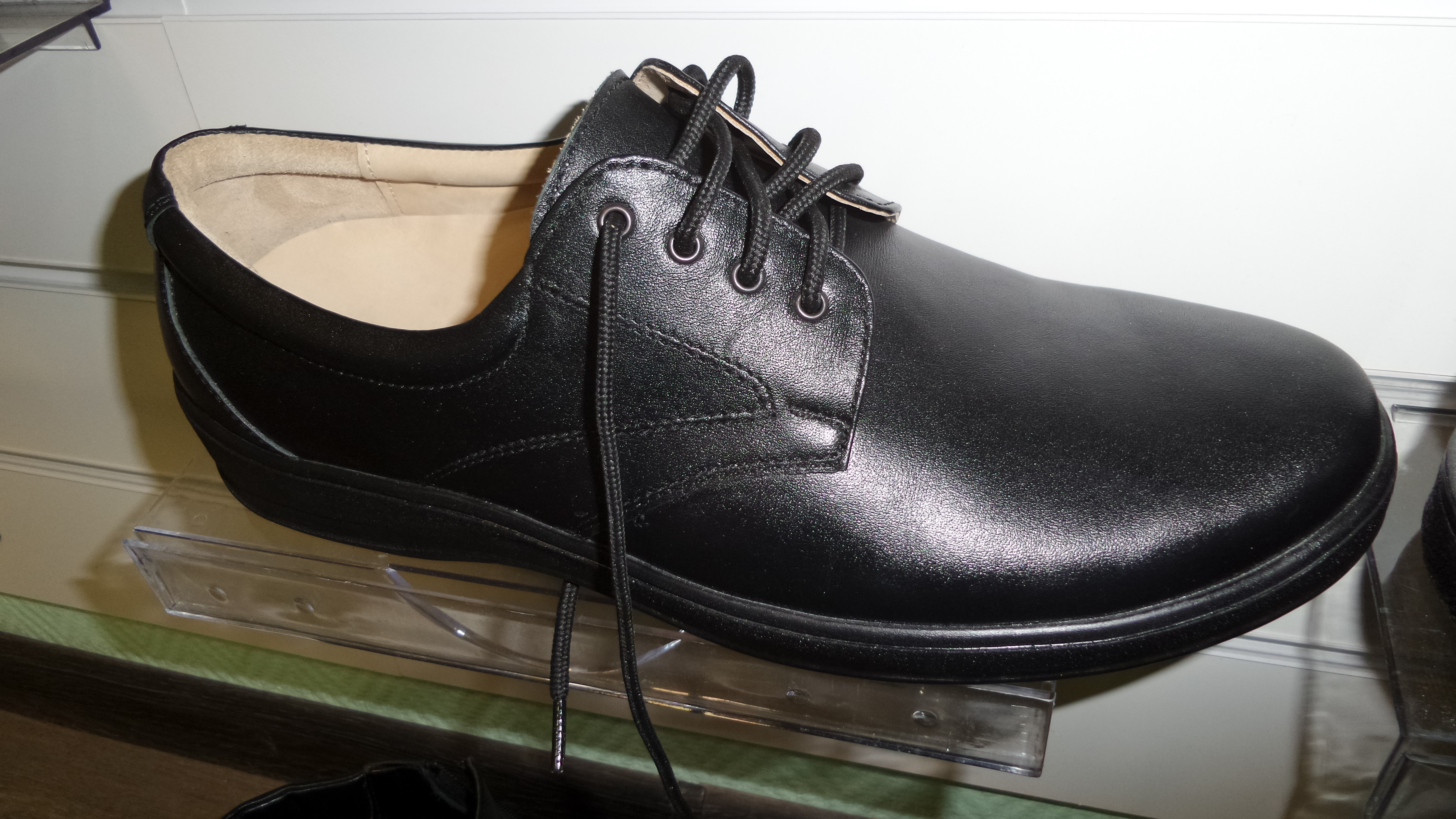
Мужской кожаный полуботинок

Полуботинки — обычно летняя или демисезонная обувь, по высоте доходящая до щиколотки и полностью закрывающая тыльную часть стопы. Закрытые туфли на шнуровке. Полуботинки отличаются от ботинок тем, что по высоте обычно доходят до щиколотки.
Основное отличие полуботинка от туфли — берцы полуботинка полностью закрывают тыльную поверхность стопы, а берцы туфли — нет. Часто в просторечии вся обувь ниже щиколотки именуется туфлями.